# Sychesia pseudodryas
Sychesia pseudodryas là một loài bướm đêm thuộc phân họ Arctiinae, họ Erebidae.